# Bassek Ba Kobhio
Bassek Ba Kobhio, né le 1er janvier 1957 à Nindjé (Ndom) au Cameroun, est un écrivain et un réalisateur camerounais.

## Biographie
Avant d'aborder le cinéma, Bassek Ba Kobhio a fait des études de sociologie et de philosophie. Il a été le responsable des services de la cinématographie à Yaoundé.
En 1991, il tourne Sango Malo, qui obtient en 1992 le Prix du public au 2e Festival du cinéma africain de Milan, en Italie.
Il a créé le festival de cinéma africain Écrans noirs. Il a également participé à une série de courts-métrages initiés par l'ACCT (devenue OIF) d'après les fables de La Fontaine. Il a réalisé un savoureux La Poule aux œufs d'or. Il a également créé des classes de cinéma avec l'aide des services de Coopération culturelle de l'Ambassade de France et de l'Unesco.

## Œuvres littéraires
- Les Eaux qui débordent : nouvelles, L'Harmattan, 1984[1]
- Cameroun, la fin du maquis ? : presse, livre et « ouverture démocratique », L'Harmattan, 1986
- Sango Malo : le maître du canton, L'Harmattan, 1991

## Réalisations
- 1991 : Sango Malo
- 1994 : Le Grand Blanc de Lambaréné
- 2003 : Le Silence de la forêt, (adaptation du roman du même nom d'Étienne Goyémidé)
- 2018 : Gouverneurs de la Rosée